# Piet Schriek
Piet Schriek (Hooge en Lage Zwaluwe, 24 september 1941 - Sint-Oedenrode, 25 oktober 2019) was een Nederlands politicus van het CDA.
In Moerdijk had zijn vader Schriek's Koekfabriek en na verhuizingen kwam dat familiebedrijf midden jaren 50 naar Oosterhout. In 1958 ging Piet Schriek daar werken en in 1965 werd hij daar algemeen directeur. Daarnaast was actief in de lokale politiek. Zo werd Schriek in 1970 gemeenteraadslid in Oosterhout en van 1971 tot 1991 was hij daar wethouder.
In september 1991 volgde zijn benoeming tot burgemeester van Sint-Oedenrode. Na twee termijnen ging hij daar in september 2003 vervroegd met pensioen. Dat was nog niet het einde van zijn burgemeesterscarrière want vanaf december 2004 was hij ruim een half jaar waarnemend burgemeester van de gemeente Lith als tijdelijk opvolger van Ria van Hoek-Martens die burgemeester van Loon op Zand was geworden.
Eind 2007 werd Schriek voorzitter van de gebiedscommissie Wijde Biesbosch waar hij de enkele maanden daarvoor overleden Jan de Geus opvolgde. In 2019 overleed hij op 78-jarige leeftijd.